# 1565 Lemaître
Az 1565 Lemaître (ideiglenes jelöléssel 1948 WA) egy marsközeli kisbolygó. Sylvain Julien Victor Arend fedezte fel 1948. november 25-én.